# Lanai
Pour l'espèce de Star Wars, voir lanai.
Lanai (hawaïen : Lānaʻi) est une des principales îles de l'archipel d'Hawaï, située au sud-ouest de Maui. Elle fut autrefois couverte de champs d'ananas de James Dole. Elle mesure 366 km2 de superficie et a un littoral de 84 kilomètres de longueur.

## Achat par Larry Ellison
En juin 2012 le milliardaire Larry Ellison (PDG d'Oracle) a acheté 98% de l’île qui était auparavant détenue par Castle & Cooke pour un montant de 300 millions de dollars. 
L'État et les propriétaires individuels sont propriétaires des 2% restants qui comprennent le port et les maisons privées où vivent les 3 000 habitants de l’île. Larry Ellison a déclaré des intentions d'investir jusqu'à 500 millions de dollars pour améliorer les infrastructures de l'île et créer une industrie agricole respectueuse de l'environnement. 
À partir de 2016, Ellison a dépensé environ 450 millions de dollars pour rénover l’hôtel Four Seasons Resort Lanai à Manele Bay qui a rouvert en avril 2016 après un arrêt de sept mois. À Lanai City, il a fait construire un nouveau système de filtration de l'eau ainsi qu'une piscine publique olympique. Il a également rénové la salle de cinéma construite dans les années 1920 mais qui était fermée depuis les années 1970. 
Ellison a également lancé Sensei, une entreprise de culture hydroponique à énergie solaire qui possède deux serres de 2 000 m2, surveillées par ordinateur et il prévoit d'en construire quatre autres. 
Depuis le 10 février 2020, Ellison est en négociation pour acheter les actifs des services publics alimentés au diesel de l'île afin de créer un écosystème durable alimenté par l'énergie solaire et les batteries.